# 小果茶藨子
小果茶藨子（学名：Ribes vilmorinii）为虎耳草科茶藨子属下的一个种。

## 扩展阅读
- 維基物種上的相關：小果茶藨子